# Fredrik Klitte
Fredrik Klitte, född 16 april 1984, är en svensk fotbollsdomare. Han har dömt fotboll på elitnivå (division I och högre) sedan 2013, och i Allsvenskan sedan 2019. Sammanlagt har han dömt över hundra matcher i den svenska högstaligan.
Klitte har även agerat fjärdedomare i Champions League, och prisades 2022 som årets svenska domare. Han porträtterades år 2023 i SVT:s dokumentärserie Personen bakom "domarjäveln".